# To sange af Klaus Groth og Bjørnstjerne Bjørnson
To sange af Klaus Groth og Bjørnstjerne Bjørnson is een compositie van Hjalmar Borgstrøm. Het zijn twee toonzettingen van :
1. Violet (Aus der Erde quellen Blumen) van Klaus Groth
2. Killebukken, Lammet mit van Bjørnstjerne Bjørnson.

De beide liederen staan op slechts één A-viertje.
De datering ligt voor 1887, want het manuscript vermeldt Hjalmar Jensen, de echte naam van Hjalmar Borgstrøm.